# خواكين فرنانديز (لاعب كرة قدم)
خواكين فرنانديز (بالإسبانية: Joaquín Fernández؛ بالإيطالية: Joaquín Fernández) هو لاعب كرة قدم إيطالي وأوروغواياني، ولد في 22 يناير 1999 في روجا، أوروغواي ‏ في الأوروغواي. لعب مع ريفر بليت ونادي هيرنفين.

## وصلات خارجية
- خواكين فرنانديز على موقع قاعدة بيانات كرة القدم.إي يو (الإنجليزية)
- خواكين فرنانديز على موقع Soccerway.com (الإنجليزية)
- خواكين فرنانديز على موقع عالم كرة القدم.نت (الإنجليزية)